# Джозеф Джон Томсон
Сер Джо́зеф Джон То́мсон (англ. Joseph John Thomson; 18 грудня 1856, Читем Гілл, Манчестер — 30 серпня 1940, Кембридж) — англійський фізик, лауреат Нобелівської премії (1906) за заслуги в області теоретичних й експериментальних досліджень провідності електрики в газах, серед яких найважливіша — відкриття електрона, ізотопів і винаходу мас-спектрометра.

## Життєпис
Томсон народився в 1856 у Чітем Гіллі (Cheetham Hill) поблизу Манчестера. Його батько був книготорговцем.
Його рання освіта проходила в невеликих приватних школах, де він демонстрував неабиякий талант та інтерес до науки. У 1870 році він був прийнятий до коледжу Оуенса в Манчестері (нині Манчестерський університет) у незвично молодому віці 14 років. Його батьки планували записати його на посаду учень-інженера до Sharp-Stewart & Co, виробника локомотивів, але ці плани були відмінені, коли помер у батько 1873 році.
У 1876 році Джозеф виграв стипендію на навчання в Кембриджському університеті, де провчився до 1880 року. В цьому ж році здобув ступінь бакалавра мистецтв з математики. З 1882 р. був лектором з математики у Триніті-коледжі (Trinity Colledge) у Кембриджі. З 1884 року замістив Релея, ставши професором фізики в Кавендіській лабораторії в Кембриджі. В 1890 році одружився з Розою Пейджет, у них було двоє дітей.

## Відкриття
У 1882 році удостоєний премії Адамса за твір про рух вихорів («Treatise on the motion of vortex rings»).
У 1897 році відкрив електрон, за що в 1906 році був удостоєний Нобелівської премії з фізики з формулюванням «за дослідження проходження електрики через гази». Син Томсона Джордж Паджет Томсон також з часом став Нобелівським лауреатом з фізики — в 1937 році за експериментальне відкриття дифракції електронів на кристалах.
У 1911 році він розробив так званий метод парабол для вимірювання відношення заряду частинки до її маси, який зіграв велику роль в дослідженні ізотопів.
За наукові заслуги Томсон був нагороджений медалями Б. Франкліна (1923 р.), М. Фарадея (1938 р.), Коплі (1914 р.) та ін.
Одним з учнів Томсона був Ернест Резерфорд, який пізніше зайняв його посаду. Резерфорд казав про Томсона, що той був власником найпроменистішої посмішки, коли розтоптував будь-кого в суперечці.
Помер Томсон в Кембриджі 30 серпня 1940 року.

## Публікації
Томсон в своїх теоретичних і експериментальних роботах є одним з найбільш талановитих і блискучих послідовників Максвела. Більшість робіт його, надрукованих в «Philosophical Magazine», присвячена електричним явищам, особливо проходженню електрики через гази, дослідженню променів Рентгена і Беккереля. З творів Томсона відомі: «The Application of dynamics to Physics and chemistry» (німец. пер.), в якому автор застосовує загальний метод Лагранжевих рівнянь до розв'язання багатьох питань фізики і фізичної хімії; «Recent Researches on Electricity and magnetism», що є як би продовженням знаменитого курсу Максвела і що трактує в блискучому математичному викладі головним чином питання про проходження електричних розрядів через гази; «Elementary Treatise on the mathematical Theory of electricity and magnetism» (німецький перек.; російський перек. під ред. проф. Садовського).